# Paramegadenus
Paramegadenus is een geslacht van weekdieren uit de klasse van de Gastropoda (slakken).

## Soorten
- Paramegadenus arrhynchus (Ivanov, 1937)
- Paramegadenus incerta Warén, 1980
- Paramegadenus scutellicola Warén, 1980